# Erling Bonnesen
Erling Bonnesen (født 28. marts 1955) er en dansk politiker, som siden 2004 har været medlem af Folketinget for Venstre opstillet i Svendborgkredsen.
Bonnesen er uddannet som tekniker på økonomilinjen med ophold i Malmø og Oslo mellem 1974-1978, derefter tjenestegjorde han et år ved Livgarden til 1979, siden beskæftiget indenfor erhvervs- og økonomibranchen frem til 1998.[kilde mangler] Siden 1980 har Bonnesen været aktiv i forenings- og bestyrelses-arbejde og vælgerforeninger.
Bonnesen var fra 1994 til 2006 borgmester i Broby Kommune. Fra 2002-2004 var han også bestyrelsesmedlem i Kommunernes Landsforening.
Bonnesen indtrådte for første gang i Folketinget i 2004 efter Mariann Fischer Boels mandatnedlæggelse.
Han varetager i dag hvervet som Venstres fødevareordfører og landbrugsordfører og er medlem af en række udvalg i Folketinget.